# Puchar Karpat kobiet w skokach narciarskich 2015/2016
 3. Puchar Karpat kobiet w skokach narciarskich sezon 2015/2016 – odbył się w dniach 24–25 września 2015 roku w Rasnovie. W klasyfikacji generalnej zwyciężyła Polka Kinga Rajda.
W jedynych zawodach sezonu 2015/2016, rozegranych 24 września 2015 w Rasnovie wygrała Polka Kinga Rajda, która wyprzedziła klasyfikowane ex aequo  Węgierkę Virág Vörös i Rumunkę Carinę Militaru. W rozegranym dzień później w tym samym miejscu drugim konkursie ponownie zwyciężyła Polka Kinga Rajda, drugą pozycję zajęła ponownie Rumunka Carina Alexandra Militaru, a trzecią jej rodaczka Andreea Diana Trâmbițaș.
W klasyfikacji generalnej Pucharu Karpat w sezonie 2015/2016 indywidualnie zwyciężyła Kinga Rajda, która zdobyła 200 punktów. Druga była Carina Alexandra Militaru (160 pkt.), a trzecia Virág Vörös (130 pkt.).

## Kalendarz i wyniki
| Lp | Data             | Miejscowość | Skocznia                    | Punkt K | HS    | Uwagi | 1. miejsce  | 2. miejsce                  | 3. miejsce      |
| -- | ---------------- | ----------- | --------------------------- | ------- | ----- | ----- | ----------- | --------------------------- | --------------- |
| 1. | 24 września 2015 | Râșnov      | Trambulina Valea Cărbunării | K64     | HS-71 | –     | Kinga Rajda | Virág Vörös Carina Militaru | –               |
| 2. | 25 września 2015 | Râșnov      | Trambulina Valea Cărbunării | K64     | HS-71 | –     | Kinga Rajda | Carina Militaru             | Diana Trâmbițaș |

## Statystyki indywidualne
| Zawodniczka                                                                                               | Râșnov 24.09 | Râșnov 25.09 |            |            |            |            |            |            |            |            |            |            |            |            |            |            |            |            |            |            |            |            |            |            |            |            |            |            |            |
| Kazachstan                                                                                                | Kazachstan   | Kazachstan   | Kazachstan | Kazachstan | Kazachstan | Kazachstan | Kazachstan | Kazachstan | Kazachstan | Kazachstan | Kazachstan | Kazachstan | Kazachstan | Kazachstan | Kazachstan | Kazachstan | Kazachstan | Kazachstan | Kazachstan | Kazachstan | Kazachstan | Kazachstan | Kazachstan | Kazachstan | Kazachstan | Kazachstan | Kazachstan | Kazachstan | Kazachstan |
| --- | ------------ | ------------ | ---------- | ---------- | ---------- | ---------- | ---------- | ---------- | ---------- | ---------- | ---------- | ---------- | ---------- | ---------- | ---------- | ---------- | ---------- | ---------- | ---------- | ---------- | ---------- | ---------- | ---------- | ---------- | ---------- | ---------- | ---------- | ---------- | ---------- |
| Dajana Achmietwalijewa                                                                                    | 9            | 12           |            |            |            |            |            |            |            |            |            |            |            |            |            |            |            |            |            |            |            |            |            |            |            |            |            |            |            |
| Korea Południowa                                                                                          |              |              |            |            |            |            |            |            |            |            |            |            |            |            |            |            |            |            |            |            |            |            |            |            |            |            |            |            |            |
| Park Guy-lim                                                                                              | 6            | 5            |            |            |            |            |            |            |            |            |            |            |            |            |            |            |            |            |            |            |            |            |            |            |            |            |            |            |            |
| Łotwa |              |              |            |            |            |            |            |            |            |            |            |            |            |            |            |            |            |            |            |            |            |            |            |            |            |            |            |            |            |
| Šarlote Šķēle                                                                                             | 8            | 8            |            |            |            |            |            |            |            |            |            |            |            |            |            |            |            |            |            |            |            |            |            |            |            |            |            |            |            |
| Polska |              |              |            |            |            |            |            |            |            |            |            |            |            |            |            |            |            |            |            |            |            |            |            |            |            |            |            |            |            |
| Paulina Cieślar                                                                                           | 10           | 9            |            |            |            |            |            |            |            |            |            |            |            |            |            |            |            |            |            |            |            |            |            |            |            |            |            |            |            |
| Kinga Rajda                                                                                               | 1            | 1            |            |            |            |            |            |            |            |            |            |            |            |            |            |            |            |            |            |            |            |            |            |            |            |            |            |            |            |
| Joanna Szwab                                                                                              | 7            | 6            |            |            |            |            |            |            |            |            |            |            |            |            |            |            |            |            |            |            |            |            |            |            |            |            |            |            |            |
| Rumunia                                                                                                   |              |              |            |            |            |            |            |            |            |            |            |            |            |            |            |            |            |            |            |            |            |            |            |            |            |            |            |            |            |
| Daria Chindriș                                                                                            | 13           | 16           |            |            |            |            |            |            |            |            |            |            |            |            |            |            |            |            |            |            |            |            |            |            |            |            |            |            |            |
| Madalina Demșa                                                                                            | 18           | 18           |            |            |            |            |            |            |            |            |            |            |            |            |            |            |            |            |            |            |            |            |            |            |            |            |            |            |            |
| Ramona Fratila                                                                                            | –            | 20           |            |            |            |            |            |            |            |            |            |            |            |            |            |            |            |            |            |            |            |            |            |            |            |            |            |            |            |
| Carina Militaru                                                                                           | 2            | 2            |            |            |            |            |            |            |            |            |            |            |            |            |            |            |            |            |            |            |            |            |            |            |            |            |            |            |            |
| Melania Negulescu                                                                                         | 15           | 13           |            |            |            |            |            |            |            |            |            |            |            |            |            |            |            |            |            |            |            |            |            |            |            |            |            |            |            |
| Andreea Sipos                                                                                             | 14           | 17           |            |            |            |            |            |            |            |            |            |            |            |            |            |            |            |            |            |            |            |            |            |            |            |            |            |            |            |
| Iulia Ștefan                                                                                              | 11           | 10           |            |            |            |            |            |            |            |            |            |            |            |            |            |            |            |            |            |            |            |            |            |            |            |            |            |            |            |
| Bianca Ștefănuță                                                                                          | 5            | 7            |            |            |            |            |            |            |            |            |            |            |            |            |            |            |            |            |            |            |            |            |            |            |            |            |            |            |            |
| Alexandra Teleanu                                                                                         | dns          | –            |            |            |            |            |            |            |            |            |            |            |            |            |            |            |            |            |            |            |            |            |            |            |            |            |            |            |            |
| Diana Trâmbițaș                                                                                           | 4            | 3            |            |            |            |            |            |            |            |            |            |            |            |            |            |            |            |            |            |            |            |            |            |            |            |            |            |            |            |
| Szwecja                                                                                                   |              |              |            |            |            |            |            |            |            |            |            |            |            |            |            |            |            |            |            |            |            |            |            |            |            |            |            |            |            |
| Matilda Gundersson                                                                                        | 12           | 11           |            |            |            |            |            |            |            |            |            |            |            |            |            |            |            |            |            |            |            |            |            |            |            |            |            |            |            |
| Julia Lundberg                                                                                            | 19           | 14           |            |            |            |            |            |            |            |            |            |            |            |            |            |            |            |            |            |            |            |            |            |            |            |            |            |            |            |
| Jonna Mohlen                                                                                              | 17           | 19           |            |            |            |            |            |            |            |            |            |            |            |            |            |            |            |            |            |            |            |            |            |            |            |            |            |            |            |
| Ukraina                                                                                                   |              |              |            |            |            |            |            |            |            |            |            |            |            |            |            |            |            |            |            |            |            |            |            |            |            |            |            |            |            |
| Lilija Romaniuk                                                                                           | 16           | 15           |            |            |            |            |            |            |            |            |            |            |            |            |            |            |            |            |            |            |            |            |            |            |            |            |            |            |            |
| Węgry |              |              |            |            |            |            |            |            |            |            |            |            |            |            |            |            |            |            |            |            |            |            |            |            |            |            |            |            |            |
| Virág Vörös                                                                                               | 2            | 4            |            |            |            |            |            |            |            |            |            |            |            |            |            |            |            |            |            |            |            |            |            |            |            |            |            |            |            |
| 1-3 4-30 dns – Zawodniczka nie wystartowała w konkursie - – Zawodniczka nie została zgłoszona do konkursu |              |              |            |            |            |            |            |            |            |            |            |            |            |            |            |            |            |            |            |            |            |            |            |            |            |            |            |            |            |

## Klasyfikacja generalna
Klasyfikacja po 2/2 konkursów
| Miejsce | Zawodniczka               | Punkty |
| ------- | ------------------------- | ------ |
| 1.      | Kinga Rajda               | 200    |
| 2.      | Carina Alexandra Militaru | 160    |
| 3.      | Virág Vörös               | 130    |
| 4.      | Andreea Diana Trâmbițaș   | 110    |
| 5.      | Park Guy-lim              | 85     |
| 6.      | Bianca Elena Ştefănuţă    | 81     |
| 7.      | Joanna Szwab              | 76     |
| 8.      | Šarlote Šķēle             | 64     |
| 9.      | Paulina Cieślar           | 55     |
| 10.     | Dajana Achmietwalijewa    | 51     |
| ...     |                           |        |